# Kentucky Thunder
Kentucky Thunder (ook wel Ricky Skaggs and Kentucky Thunder) is een Amerikaanse bluegrassband. Veel leden van de band hebben talloze prijzen gewonnen. Bandleider Ricky Skaggs speelt mandoline en is de leadzanger. De groep heeft de «Instrumental Group of the Year»-prijs van de International Bluegrass Music Association meerdere keren gewonnen, evenals zeven Grammy Awards.

## Bezetting
Leden
- Mike Barnett
- Jake Workman
- Paul Brewster
- Russell Carson
- Jeff Picker
- Dennis Parker

Voormalige leden
- Mark Fain
- Bobby Hicks
- Luke Bulla
- Marc Pruett
- Jim Mills
- Justin Moses
- Bryan Sutton

- Clay Hess
- Darrin Vincent
- Ben Helson
- Cody Kilby
- Eddie Faris
- Scott Mulvahill
- Andy Leftwich

## Grammy Awards
- 1998: Beste Bluegrassalbum: Ricky Skaggs and Kentucky Thunder voor Bluegrass Rules!
- 1999: Beste Bluegrassalbum: Ricky Skaggs and Kentucky Thunder voor Ancient Tones
- 2000: Beste Southern, Country of Bluegrass Gospelalbum: Ricky Skaggs and Kentucky Thunder voor Soldier Of The Cross
- 2003: Beste Country Performance door een duo of band met zang: Ricky Skaggs and Kentucky Thunder voor A Simple Life
- 2004: Beste Bluegrassalbum: Ricky Skaggs and Kentucky Thunder voor Brand New Strings
- 2006: Beste Bluegrassalbum: Ricky Skaggs and Kentucky Thunder voor Instrumentals
- 2008: Beste Bluegrassalbum: Ricky Skaggs and Kentucky Thunder voor Honoring the Fathers of Bluegrass: Tribute to 1946 & 1947

### IBMA (International Bluegrass Music Association) Awards
- 1998: Instrumental Group Of The Year: Ricky Skaggs & Kentucky Thunder
- 1998: Album Of The Year: Ricky Skaggs & Kentucky Thunder voorBluegrass Rules!
- 1999: Instrumental Group Of The Year: Ricky Skaggs & Kentucky Thunder
- 2000: Instrumental Group Of The Year: Ricky Skaggs & Kentucky Thunder
- 2002: Instrumental Group Of The Year: Ricky Skaggs & Kentucky Thunder
- 2003: Instrumental Group Of The Year: Ricky Skaggs & Kentucky Thunder
- 2004: Instrumental Group Of The Year: Ricky Skaggs & Kentucky Thunder
- 2005: Instrumental Group Of The Year: Ricky Skaggs & Kentucky Thunder
- 2006: Instrumental Group Of The Year: Ricky Skaggs & Kentucky Thunder

## Discografie
Rounder Records
- 1997: Bluegrass Rules!

Skaggs Family Records
- 1999: Ancient Tones
- 1999: Soldier of the Cross
- 2001: History of the Future
- 2003: Live at the Charleston Music Hall
- 2004: Brand New Strings
- 2006: Instrumentals
- 2008: Honoring the Fathers of Bluegrass: Tribute to 1946 and 1947
- 2012: Music to My Ears